# کمپو (کالیفرنیا)
کمپو (به انگلیسی: Campo) یک منطقهٔ مسکونی در ایالات متحده آمریکا است که در شهرستان سن دیگو، کالیفرنیا واقع شده‌است. کمپو ۶۰٫۸۲۹ کیلومتر مربع مساحت و ۲٬۶۸۴ نفر جمعیت دارد و ۸۵۴٫۰۶ متر بالاتر از سطح دریا واقع شده‌است.